# Balázs Bábel
Balázs Bábel (ur. 18 października 1950 w Gyón) – węgierski duchowny katolicki, arcybiskup Kalocsa-Kecskemét od 1999.

## Życiorys
Święcenia kapłańskie otrzymał 19 czerwca 1976.

## Episkopat
24 lutego 1999 papież Jan Paweł II mianował go biskupem koadiutorem archidiecezji Kalocsa-Kecskemét. Sakry biskupiej udzielił mu 10 kwietnia 1999 ówczesny metropolita Budapesztu – kard. László Paskai. Pełnię rządów w archidiecezji objął 25 czerwca 1999 po śmierci poprzednika.